# Adriaan van den Ende
Adriaan van den Ende (Delft, 11 oktober 1768 — Warnsveld, 28 juni 1846) was een Nederlands onderwijsvernieuwer en maker van de onderwijswet van 1806.

## Jonge jaren
Van den Ende werd geboren als zoon van Pieter van den Ende en Wilhelmina Brouwer. Hij studeerde in Leiden en Utrecht en werd in 1792 predikant in Rozendaal. Vijf jaar later verwisselde hij deze plaats voor Voorschoten.

## Ambtenaar
In 1798 werd van den Ende ziek en diende zijn baan als predikant neer te leggen. Hij verhuisde terug naar Delft en Haarlem. In 1800 kwam van den Ende in dienst onder Johannes van der Palm en ging zich bezighouden met van alles om de kwaliteit van het toenmalige onderwijs van het Bataafs Gemenebest te verhogen.
In 1805 werd van den Ende commissaris voor het lager onderwijs en klom in 1808 op tot inspecteur, een jaar later Inspecteur-generaal. Samen met Johannes van der Palm schreef van den Ende de onderwijswet van 1806.
Na de inlijving in Frankrijk werd van den Ende Inspecteur-generaal bij de Universiteit Leiden. In 1817 werd hij hoofdinspecteur van het onderwijs. In 1833 ging van den Ende met pensioen en ging in Warnsveld wonen.

## Privé
Adriaan van den Ende was getrouwd met Anna Gesiena Toewater, dochter van de stadssecretaris van Zutphen; samen kregen zij een zoon. Zijn interesses lagen naast het onderwijs in de geologie en mineralogie. Na zijn dood werd een gedenknaald opgericht op de begraafplaats in Warnsveld. In Warnsveld werd een basisschool naar hem vernoemd.

## Publicaties
- Handboek voor onderwijzers (1803)
- Geschiedkundige schets van Neerlands schoolwetgeving met aanteekeningen en bijlagen (1846)